# Lindsay (serie de televisión)
Lindsay, llamada Lindsay: una nueva oportunidad en España, es una docuserie que documenta la recuperación de la actriz Lindsay Lohan y su vuelta a la industria del entretenimiento así como conflictos públicos en su vida personal y en su carrera. La serie se estrenó el 9 de marzo de 2014, en el Oprah Winfrey Network. La cadena prometió un "reportaje honesto y sin tapujos" de la vida de Lohan.

## Antecedentes
En julio de 2013, un portavoz de Oprah Winfrey Network confirmó que Oprah Winfrey había llegado a un acuerdo para hacer una entrevista cara a cara con Lohan para Oprah's Next Chapter, que seguiría a una serie de ocho episodios. La entrevista era la primera entrevista después de la rehabilitación de Lohan. La grabación de Lindsay comenzó en agosto de 2013 en Nueva York.

## Episodios
| Número | Título         | Fecha de emisión    |
| --- | -------------- | ------------------- |
| 1 | «"Part One"»   | 9 de marzo de 2014  |
| Lindsay se muda a Nueva York después de su sexta rehabilitación para trabajar en reconstruir su carrera mientras permanece sobria.                                                                                                |                |                     |
| 2 | «"Part Two"»   | 16 de marzo de 2014 |
| Lindsay se esfuerza por mudarse a su apartamento, es forzada a lidiar con el incidente de su madre de conducir bajo los efectos del alcohol y tiene un acalorado encuentro con su padre Michael Lohan.                            |                |                     |
| 3 | «"Part Three"» | 23 de marzo de 2014 |
| Oprah viaja a la casa de la madre de Lindsay en Long Island después de que Lindsay se niegue a que las cámaras graben y su asistente amenace con dimitir.                                                                         |                |                     |
| 4 | «"Part Four"»  | 30 de marzo de 2014 |
| Después de la visita de Oprah, Lindsay hace un sketch con Jimmy Fallon en un intento de reconstruir su carrera, y ella se encuentra a cargo de su propia sobriedad cuando su entrenador regresa a Los Ángeles.                    |                |                     |
| 5 | «"Part Five"»  | 6 de abril de 2014  |
| El resto de las pertenencias de Lindsay llegan a su apartamento, y su life coach cuestiona su sobriedad. |                |                     |
| 6 | «"Part Six"»   | 13 de abril de 2014 |
| Lindsay lidia con el escrutinio público mientras aparece en una fiesta de Halloween. Más tarde, se mete en problemas por llegar tarde a una sesión de fotos. Dina necesita que Lindsay haga una entrevista para su autobiografía. |                |                     |
| 7 | «"Part Seven"» | 20 de abril de 2014 |
| Lindsay presenta a Miley Cyrus en el Jingle Ball. Días después, empieza a trabajar en su último papel. |                |                     |
| 8 | «"Part Eight"» | 20 de abril de 2014 |
| Lindsay continúa trabajando en sus proyectos de negocios en Nueva York. |                |                     |